# Jüdische Friedhöfe in Pirmasens

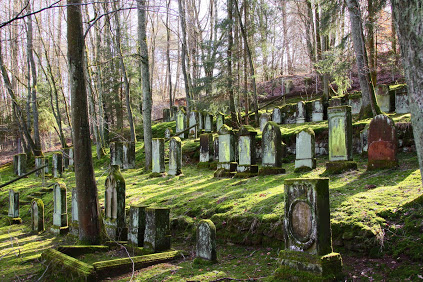
Alter jüdischer Friedhof

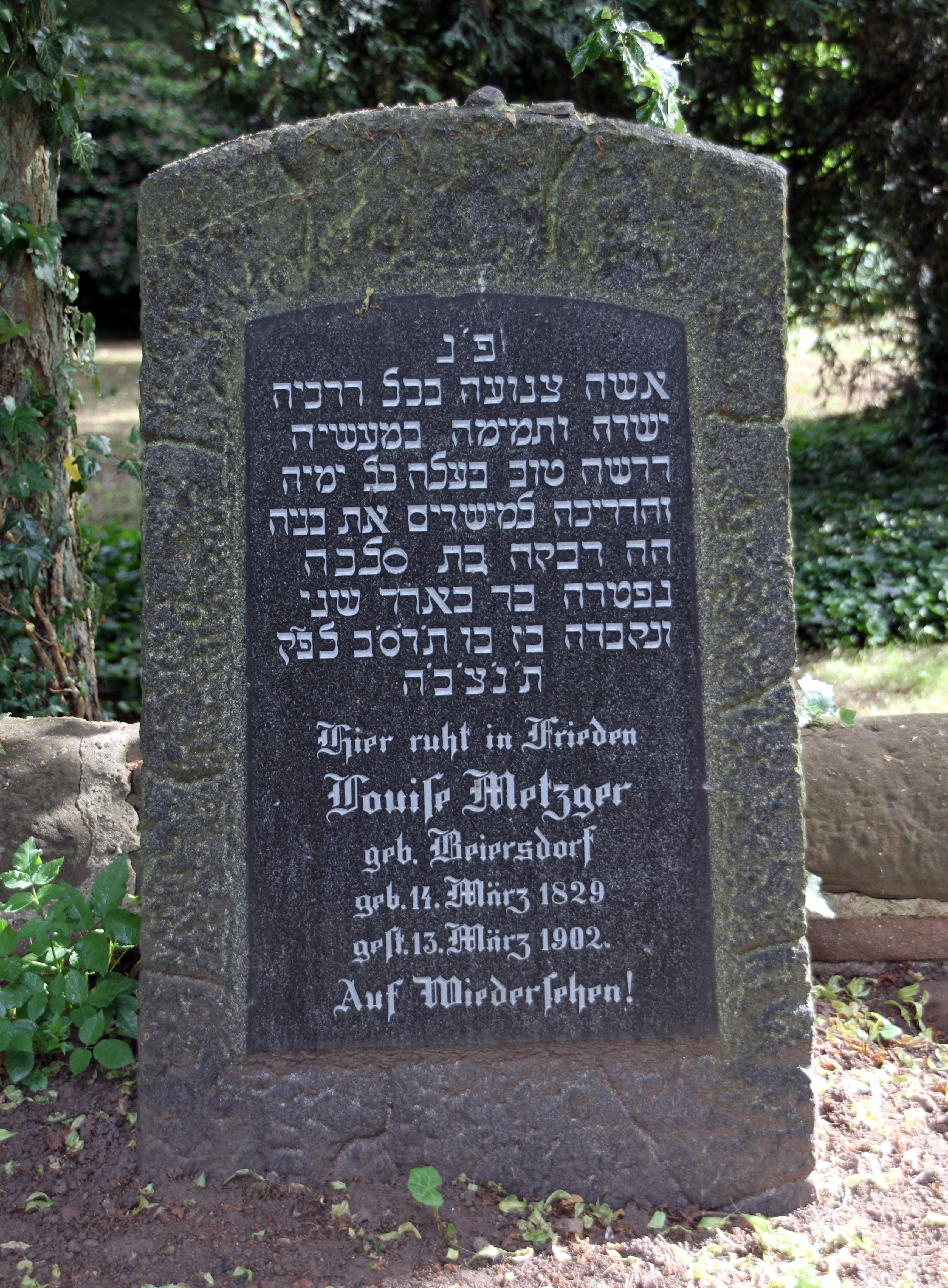
Grabstein auf dem Friedhof in der Ottostraße

Bei den Jüdischen Friedhöfen in Pirmasens handelt es sich um drei unterschiedlich alte, noch bestehende jüdische Friedhöfe in der kreisfreien Stadt Pirmasens in Rheinland-Pfalz. Alle drei Friedhöfe sind Kulturdenkmäler.

## Alter Jüdischer Friedhof in der Zeppelinstraße
Der älteste bestehende jüdische Friedhof der Stadt wurde 1813 angelegt und 1876 geschlossen. Der 1360 m² große Friedhof befindet sich an der Zeppelinstraße / Am Gefällerweg.
Auf dem Friedhof sind noch 95 Grabsteine erhalten. Nachdem dieser Friedhof belegt war, wurde 1876 als Teil des städtischen Alten Friedhofs an der Ottostraße ein neuer jüdischer Friedhof angelegt.

## Friedhof in der Ottostraße
Der Friedhof in der Ottostraße ist Teil des städtischen Alten Friedhofs. Er wurde von 1878 bis 1927 und dann nochmals im Jahr 1933 belegt. Während der NS-Zeit wurde der jüdische Friedhof weitgehend zerstört. Es sind noch 17 Grabsteine erhalten.

## Waldfriedhof

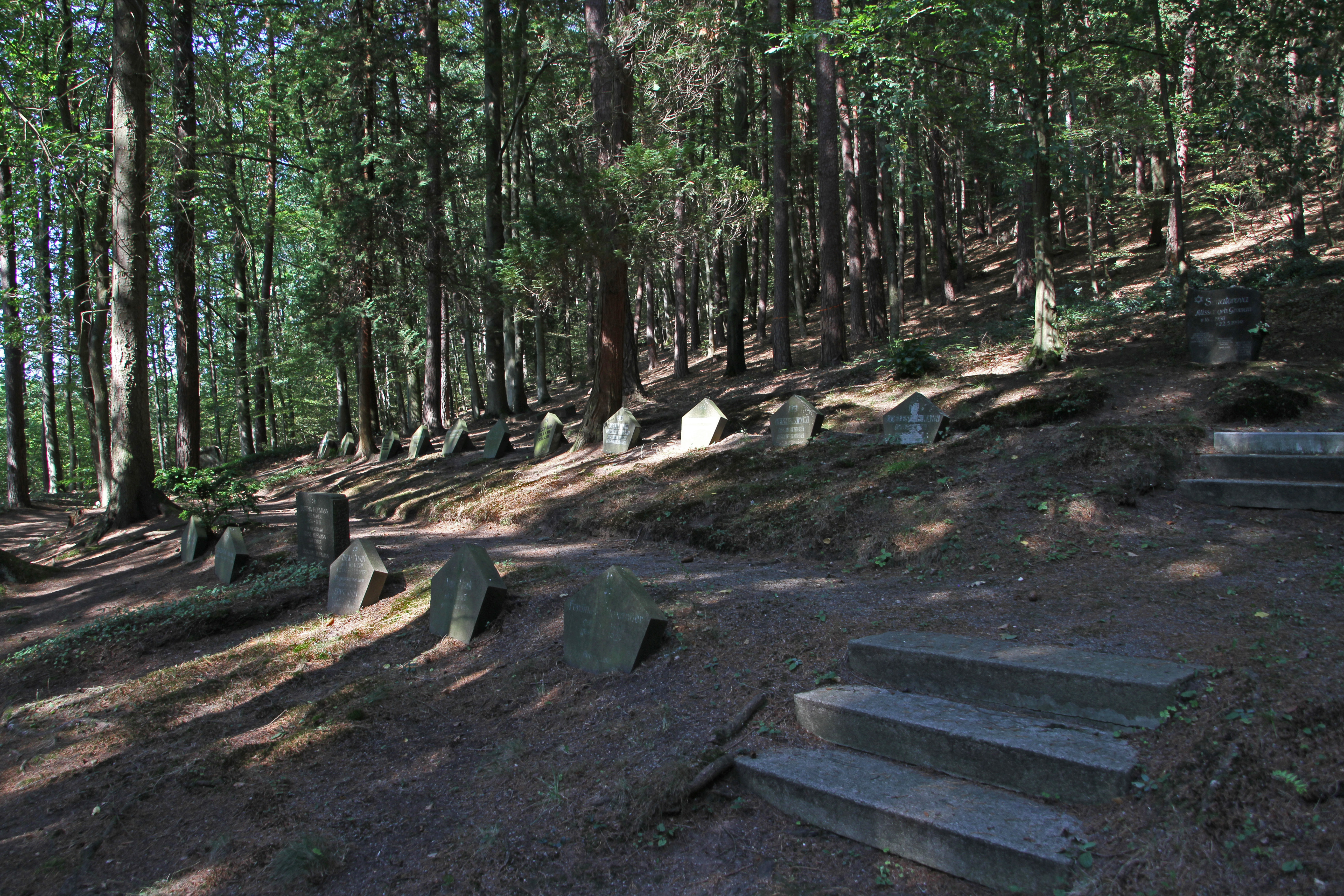
Waldfriedhof

Der jüdische Friedhof ist Teil des städtischen Waldfriedhofs. Er liegt an der B 10, an der Straße nach Landau in der Pfalz. Auf dem Friedhof, der von 1927 bis 1944 belegt wurde und wieder bis heute belegt wird, befinden sich 64 Grabsteine.